# ES ''Jeg går på strøm''
ES Jeg går på strøm är en norsk batterielektrisk personfärja, som byggts 2019 för persontrafik över Glomma i  Fredrikstad.
Fredrikstads kommun bedriver sedan 2010-talet personfärjor över floden i staden genom "Byferga" med dieseldrivna färjor, tillverkade av Swede Ship Marine i Djupvik. Den senaste färjan, vilken levereras 2019, är lika stor som de tidigare, 15 meter lång och med kapacitet för 50 passagerare, men framdrivs batterielektriskt. Den har också byggts av Swede Ship Marine.
Den är utrustad med en Danfoss elektrisk motor på 150kW, vilken försörjs genom fyra batteripack på tillsammans 96 kWh. Som reserv finns en dieselgenerator på 60 kW. Färjan går dygnet runt och laddas enbart vid högst treminutersladdningar vid färjelägena. Laddningen sker induktivt med laddare som levererar upp till 100 kW effekt. Att köra färjan i fem knop kräver mindre än 25 kW effekt.